# Eucosma abacana
Eucosma abacana är en fjärilsart som beskrevs av Nicolas Grigorevich Erschoff 1877. Eucosma abacana ingår i släktet Eucosma och familjen vecklare. Inga underarter finns listade i Catalogue of Life.